# Corte penale suprema

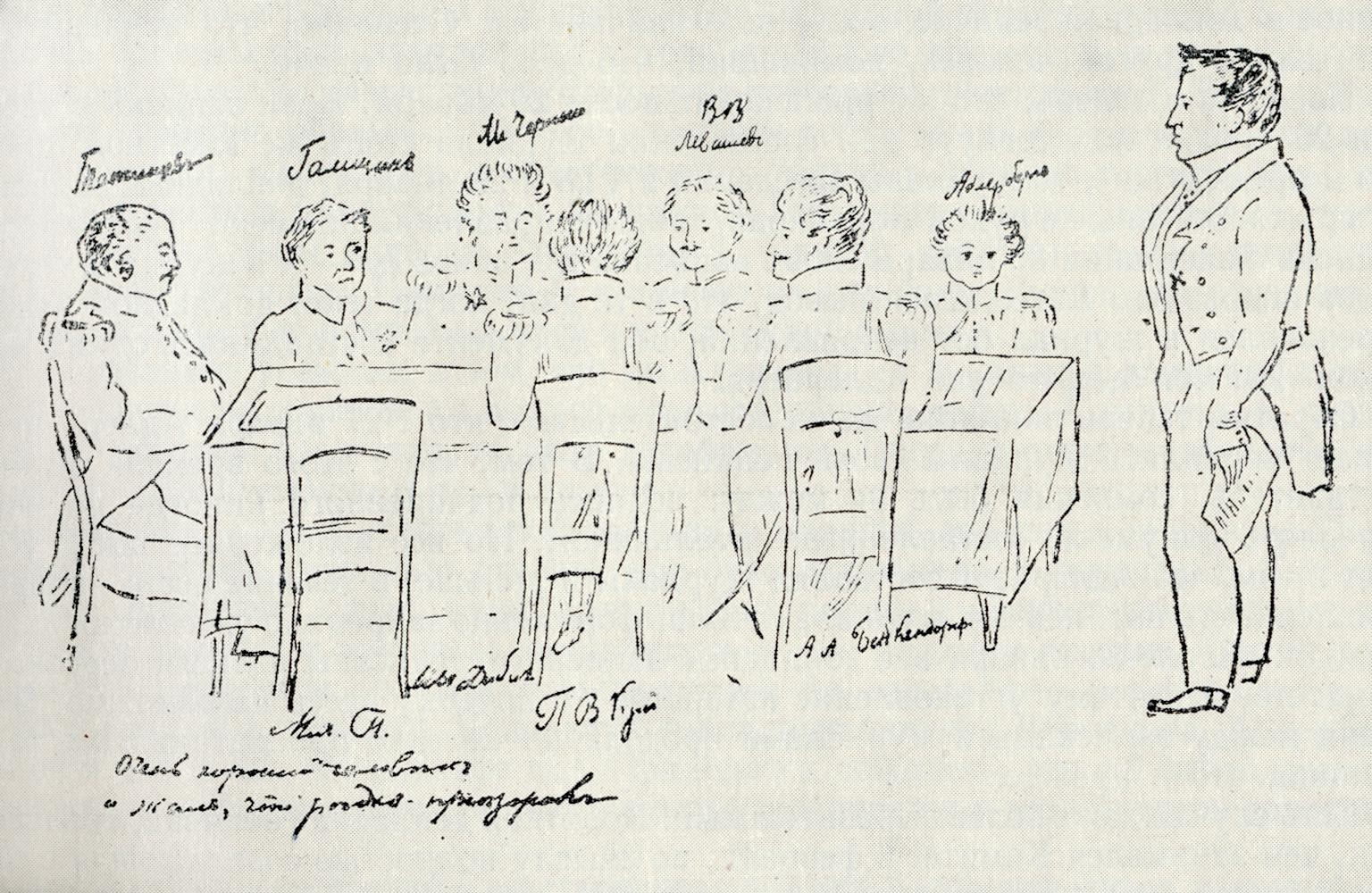
Schizzo del Comitato Investigativo durante l'interrogatorio dei Decabristi

La Corte penale suprema fu un tribunale speciale dell'Impero russo, solitamente convocato per processare gli imputati di crimini contro lo Stato. Nel XIX secolo si occupò di reati particolarmente gravi contro i doveri d'ufficio.

## Storia
La Corte penale suprema fu convocata per la prima volta il 17 agosto 1764 da Caterina la Grande, in seguito al tentativo di Vasilij Mirovič di liberare Ivan VI di Russia. Una seconda convocazione, avvenuta nel 1771, servì a giudicare i ribelli insorti a Mosca. La terza, poco tempo dopo, giudicò Emel'jan Ivanovič Pugačëv: comandate ribelle russo che guidò un'insurrezione contadina durante il regno di Caterina II, il comandante venne processato assieme ai suoi complici. 
Il processo più importante istruito dalla Corte fu quello contro i Decabristi Dmitrij Vladimirovič Karakozov e Aleksandr Konstantinovič Solov'ëv.